# Armand D'Angour
Armand D'Angour (nascido em 23 de novembro de 1958) é um acadêmico de estudos clássicos e músico clássico britânico, Professor Associado de Clássicos na Universidade de Oxford e Fellow e Tutor em Clássicos no Jesus College, Oxford. Sua pesquisa abrange uma ampla gama de áreas da cultura grega antiga e resultou em publicações que contribuem para estudos sobre métrica e música da Grécia Antiga, alfabeto grego, inovação na Grécia Antiga e poesia lírica grega e latina. Ele escreveu poesia em grego antigo e latim e foi contratado para compor odes em grego antigo para os Jogos Olímpicos de 2004 e 2012. Sua pesquisa sobre os sons da música grega antiga (2013 até o momento) foi amplamente divulgada, e seu livro Socrates in Love (publicado em março de 2019) apresenta novas evidências para uma tese histórica radicalmente revisionista sobre o papel da Aspásia de Mileto no desenvolvimento do pensamento de Sócrates.

## Biografia
D'Angour nasceu em Londres e foi educado na Sussex House School e como um King's Scholar no Eton College. Enquanto estava em Eton, ele ganhou a Newcastle Scholarship em 1976, o último ano em que foram realizados os doze exames originais em Clássicos e Divindade, e foi premiado com um pós-mestrado (bolsa acadêmica "Postmastership") no Merton College, Oxford, para ler Clássicos. De 1976 a 1979, realizou um Curso de Intérprete Musical (piano/violoncelo conjuntos em primeiros instrumentos) no Royal College of Music, Londres, onde estudou piano com Angus Morrison e violoncelo com Anna Shuttleworth e Joan Dickson. Em Oxford (1979-83), ganhou o Prêmio Gaisford de Prosa Grega, o Prêmio de Verso Latino do Chanceler, a Bolsa Hertford e a Bolsa da Irlanda e Craven, e se graduou com um Double First (BA Hons, Literae Humaniores). Em 1983, ele se candidatou a uma bolsa de estudos por exame no All Souls College, mas não obteve êxito. Ele então estudou violoncelo na Holanda com o violoncelista Anner Bylsma, e agora atua regularmente como violoncelista no London Brahms Trio. De 1987 a 1994, trabalhou e finalmente gerenciou em uma empresa familiar. Em 1994-8, ele pesquisou para um PhD na University College London sobre a dinâmica da inovação na antiga Atenas, um tópico inspirado por sua formação clássica e sua experiência em inovação nos negócios. Durante esse período, ele foi co-autor de um livro com Steven Shaw sobre natação em relação aos princípios da técnica de Alexander.

## Academia
Em 2000, D'Angour foi nomeado para um programa de bolsas em Clássicos no Jesus College, Oxford. Ele estendeu o escopo cronológico dessa pesquisa de doutorado para produzir The Greeks and the New (publicado pela Cambridge University Press em 2011), um amplo estudo acadêmico sobre novidade e inovação na Grécia antiga; ele aplicou as descobertas de sua pesquisa nos negócios e em outros domínios, incluindo música e teoria psicanalítica. Em março de 2019, seu livro Socrates in Love: The Making of a Philosopher, no qual são propostas novas evidências para a identificação de Diotima no Simpósio de Platão com Aspásia de Mileto, foi publicado pela Bloomsbury.

## Reconstruindo a música grega antiga
Em 2013-15, D'Angour conduziu uma Bolsa de Pesquisa concedida pela Academia Britânica para investigar a maneira como a música interagia com textos poéticos na Grécia antiga, o que resultou em um avanço acadêmico amplamente aclamado no assunto. Em 2013, ele publicou uma reconstrução de versos conjectural da porção perdida do famoso fragmento 31 de Safo. Em maio de 2015, ele apareceu em um documentário da BBC Four intitulado 'Sappho', para o qual ele usou evidências acadêmicas para recompor a música para duas estrofes de uma antiga canção sáfica; em julho de 2016, ele organizou e apresentou o primeiro concerto de música antiga de pesquisa na Galeria Nereids do Museu Britânico. Em janeiro de 2017, ele foi entrevistado sobre sua pesquisa sobre música grega antiga por Labis Tsirigotakis como parte do programa 'To the Sound of Big Ben' no canal ERT1 da TV grega; e em julho de 2017, a primeira apresentação pública de suas reconstruções musicais do coro preservada em papiro da obra de Eurípides Orestes (408 a. C.) e o Peã Délfico de Ateneu (127 a. C.) foi presenteado no Ashmolean Museum, Oxford. Suas investigações foram reivindicadas como um avanço, principalmente ao demonstrar o simbolismo afetivo e a base tonal da música grega do período clássico, e assim afirmar sua conexão com as tradições musicais europeias posteriores. Suas inúmeras palestras públicas, entrevistas com a mídia e apresentações on-line sobre o tema levaram à concessão em 2017 pela vice-chanceler da Universidade de Oxford, Louise Richardson, de um prêmio pelo envolvimento do público com a pesquisa. Em seguida, compôs música no estilo grego antigo para acompanhar uma série de apresentações da peça de Eurípides Alceste (438 aC) encenada no teatro grego no Bradfield College em junho de 2019.

## Odes Olímpicas
A pedido de Dama Mary Glen-Haig, membro sênior do Comitê Olímpico Internacional, D'Angour compôs uma Ode para Atenas em 2004, no estilo pindárico apropriado, em dialeto dórico e métrica (dáctilo-epítrito) da Grécia antiga, juntamente com uma tradução em verso em inglês. A ode foi recitada na 116ª Sessão de Encerramento do COI em 2004 e ganhou ampla cobertura da mídia, incluindo uma página inteira no Times encabeçada pelo jornalista veterano e clássico Philip Howard. Em 2010, Boris Johnson, então prefeito de Londres, encarregou-o de escrever uma ode em inglês e grego antigo para as Olimpíadas de Londres 2012 e declamou-a na Gala de Abertura do COI. Johnson organizou a gravação da ode de 2012 em uma placa de bronze no Parque Olímpico Rainha Elizabeth e fez uma apresentação no local durante uma cerimônia (2 de agosto de 2012), com a presença do prefeito da cidade de Londres (Sir David Wootton) para assinalar a inauguração da placa.

## Publicações
Livros
- The Greeks and the New: Novelty in Greek imagination and experience (Cambridge, 2011).
- Music, Text, and Culture in Ancient Greece, co-edited with Tom Phillips (Oxford, 2018).
- Socrates in Love: The Making of a Philosopher (Bloomsbury, 2019).

Artigos selecionados
- 'How the Dithyramb Got its Shape', Classical Quarterly 47 (1997) 331–351.
- 'Ad unguem', American Journal of Philology vol.120, no. 3 (1999) 411–427.
- 'Archinus, Eucleides, and the reform of the Athenian alphabet', Bulletin of the Institute of Classical Studies 43 (1999), 109–130.
- 'Catullus 107: a Callimachean reading', Classical Quarterly 50 (2000) 615–618.
- 'Drowning by Numbers: Pythagoreanism & Poetry in Horace Odes 1.28’, Greece and Rome 50 (2003) 206–219.
- ‘Conquering Love: Sappho 31 and Catullus 51’, Classical Quarterly 56 (2006) 297–300.
- ‘Plato and Play: Taking education seriously in ancient Greece’, American Journal of Play Vol. 5 no. 3 (Spring 2013) 293–307.
- ‘Sense and Sensation in music’, in A Companion to Ancient Aesthetics, ed. Paul Destrée and Penelope Murray (Wiley-Blackwell: New Jersey, 2014), 188-203.
- 'Vocables and microtones in ancient Greek music’, in Greek and Roman Musical Studies 4.2 (2016) 273-285.
- ‘Euripides and the sound of music’, in A Companion to Euripides, ed. L. McClure (John Wiley 2017), 428-443.
- ‘The musical setting of ancient Greek texts’, in Music, Texts, and Culture in ancient Greece,  co-edited with T. Phillips (OUP, 2018)